# دی‌تک
دی‌تک (انگلیسی: DTAC) شرکت مخابرات تایلندی است، که در سال ۱۹۸۹ تأسیس شد.